# Beregszászi-dombvidék

A Beregszászi-dombvidék a kárpátaljai Beregszászi járás valamint a Kárpátaljai-alföld legmagasabb része, amelynek abszolút magassága 220-365 méter között változik (legmagasabb pontja a Nagy-hegy, 365,7 m). 
A Kárpátaljai-alföld területén szétszórva több, kisebb, különféle korú és eredetű vulkáni maradvány található. A Beregszászi- és a Kaszony-Bégányi-dombvidék a Kárpátaljai-süllyedék határain belül helyezkednek el, és főleg neogén idei vulkanogén felszínformákból állnak, amelyek 15 millió évvel ezelőtt keletkeztek. A dombvidék hosszúsága eléri a 60 km-t, szélessége pedig a 25 km-t.
A Beregszászi-dombvidék és a Beregszász-Csap közötti sztratovulkánok sora – alsószarmatai riolitkupolák, lapos tetejű vulkanikus dombok, feldarabolódott felszín lejtők. A dombvidék kiterjedése északnyugat-délkeleti irányban 12-18 km, szélessége 3-10 km. A Beregszászi-dombvidék bazaltos andezitjei riolit (liparit) tufával, néhol argilittel vannak fedve. Ennek alapján a Beregszász környéki bázisos képződményeket a felső-bádenihez sorolják. A felső-bádeni üledékekre és bázisos vulkánitokra két szintben települt riolittufa illetve riolit dóm. A tufában helyenként szemmel láthatóan görgeteg terrigén üledékek, metamorfpalák és kvarc, Nagymuzsaly környékén az aljzat törmelékei találhatóak. A felső tufahorizont elsősorban a Beregszászi-dombvidék központi részén fejlődött ki, vastagsága 170-250 m között váltakozik, de Nagybégány környékén még ezt is meghaladja. A beregszászi Nagy-hegy területén szarmata tengeri fauna jelenik meg ebben a tufarétegben, vagyis a tufa lerakódása tengeri közegben ment végbe.

## Részei
A Beregszászi-dombvidék területén több riolit dóm is megfigyelhető. 
- Az első csoportban Beregszásztól északra öt ilyen riolit dóm látható:
  - Kerek-hegy,
  - Hosszú- hegy,
  - Sarok-hegy,
  - Csepka-hegy és
  - Ardói-hegy.

Magasságuk 100-150 m, alakjuk ovális. Mindegyik dóm anyagának folyásiránya, kivéve a Kerek-hegyen, szubmeridionális. A Kerek-hegy anyagának folyásiránya ezekre pontosan merőleges. Kialakulásukat a területen lévő szubmeridionális törésvonalakhoz kapcsolják.
- A második csoport Beregszásztól délre fekszik:
  - az erősen erodálódott Kis-hegy és az
  - Aranyos-hegy.

A vulkáni anyag itt keresztirányú törésvonalakhoz köthető. 
- A harmadik csoport Beregszásztól 8 km-re keletre van:
  - a Hajas-hegy,
  - a Szőlős-hegy,
  - a Várna-hegy és a
  - Pelikán-hegy.